# Diversidad sexual en Georgia (Estados Unidos)

LGBT_flag_map_of_Georgia_(state)

Los derechos de las personas LGBTQIA+ en el estado estadounidense de Georgia han avanzado en las últimas décadas, especialmente desde la década de 2010. Las relaciones sexuales entre personas del mismo sexo es legal desde 1998, aunque la legislatura estatal no ha derogado su ley de sodomía. El matrimonio igualitario es legal en el estado desde 2015, de acuerdo con el caso Obergefell v. Hodges. Además, la ciudad más grande del estado, Atlanta, tiene una vibrante comunidad LGBTQIA+ y celebra el desfile del Orgullo más grande del sureste estadounidense. Las leyes estatales sobre delitos de odio, vigentes desde el 26 de junio de 2020, incluyen explícitamente la orientación sexual.

## Leyes contra la homosexualidad
La homosexualidad anteriormente estaba criminalizada según las leyes de sodomía (que se aplicaban tanto a homosexuales como a heterosexuales), que fueron derogadas en 1998 por Powell v. Georgia (años antes de la derogación a nivel federal de 2003 por Lawrence v. Texas), convirtiendo a Georgia en el primer estado del Sur profundo en despenalizar la actividad sexual entre personas del mismo sexo.

## Reconocimiento de las relaciones entre personas del mismo sexo

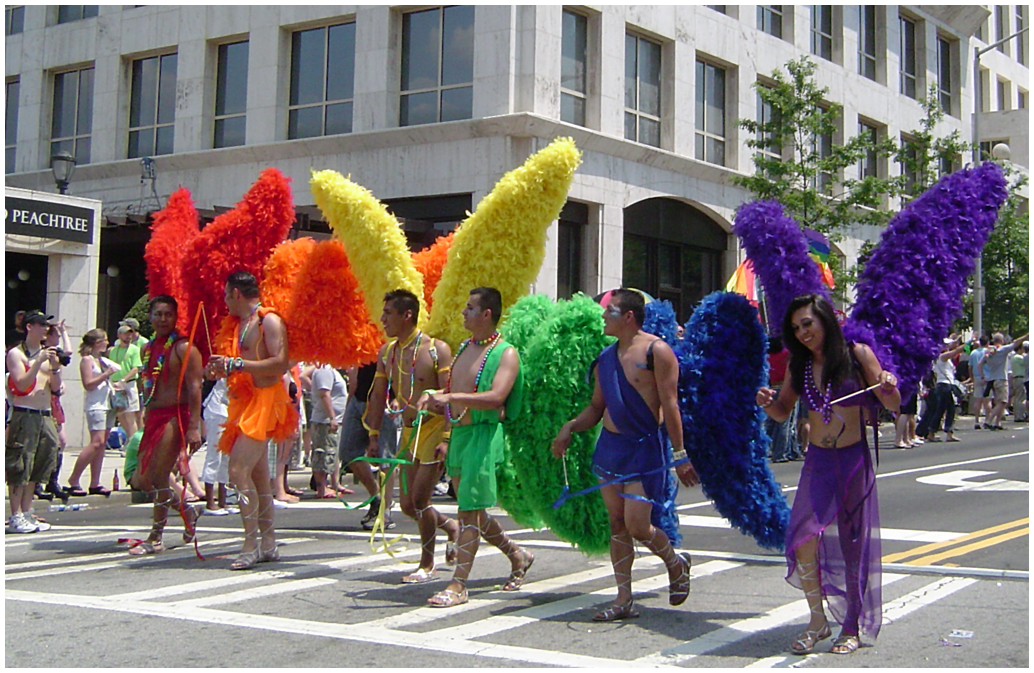
Parada del Orgullo LGBTQIA+ de Atlanta, 2007

### Matrimonio igualitario
El 2 de noviembre de 2004, los votantes de Georgia aprobaron la Enmienda Constitucional 1, que declaró inconstitucional que el estado reconociera o celebrara matrimonios igualitarios o uniones civiles.
El 26 de junio de 2015, la Corte Suprema de los Estados Unidos dictaminó en el caso Obergefell v. Hodges que el derecho fundamental al matrimonio debía garantizarse a las parejas del mismo sexo. Como resultado, los matrimonios igualitarios se legalizaron en el estado de Georgia, junto con todos los demás estados de EE. UU. donde estaban prohibidos. Tras el fallo de la Corte Suprema, todos los condados de Georgia comenzaron de inmediato (o estaban dispuestos a hacerlo) a emitir licencias de matrimonio a parejas del mismo sexo.

### Unión de hecho
Antes de la legalización a nivel nacional de los matrimonios entre personas del mismo sexo, algunas ciudades y condados de Georgia ofrecían beneficios de unión libre a las parejas del mismo sexo, lo que otorgaba algunos de los derechos matrimoniales. Las uniones de hecho fueron reconocidas por las ciudades de Athens, Atlanta, Avondale Estates, Clarkston, Decatur, Doraville, East Point, Pine Lake y Savannah, así como el condado de DeKalb y el condado de Fulton.

## Adopción y derechos parentales
El 23 de febrero de 2018, el Senado del Estado de Georgia aprobó la Ley Keep Faith in Adoption and Foster Care (o SB 375), que exigía permitir que las agencias de adopción privadas que reciben fondos estatales denieguen las adopciones a ciertas parejas o padres individuales basándose en creencias religiosas. Los opositores afirmaron que el proyecto de ley estaba dirigido contra parejas del mismo sexo y personas LGBTQIA+ que buscaban adoptar. La Cámara de Representantes de Georgia finalmente no votó sobre el proyecto de ley, lo que prácticamente lo desestimó.
El proyecto de ley fue presentado nuevamente por el senador Marty Harbin el 5 de febrero de 2020, bajo el nombre SB 368, y pronto será remitido al Comité Judicial del Senado.
El 5 de marzo de 2018, el gobernador Nathan Deal promulgó la ley HB 159, que no incluye restricciones contra las parejas del mismo sexo que buscan adoptar.
No existen restricciones ni para la FIV ni para la gestación subrogada.

## Protecciones contra la discriminación

Mapa de los condados y ciudades de Georgia que promulgaron ordenanzas contra la discriminación laboral por orientación sexual y/o identidad de género antes de Bostock v. Clayton County:
Ordenanza sobre orientación sexual e identidad de género y discriminación laboral
Ordenanza sobre orientación sexual y discriminación laboral
Orientación sexual e identidad de género únicamente en el empleo público
Orientación sexual en el empleo público
No protege la orientación sexual ni la identidad de género en el empleo

Desde el 26 de junio de 2020, Georgia protege a sus ciudadanos de la discriminación basada en la orientación sexual.
Antes del caso Bostock v. Clayton County, la ley estatal no protegía contra la discriminación laboral por orientación sexual o identidad de género. Sin embargo, algunas ciudades y condados del estado han promulgado ordenanzas locales que prohíben dicha discriminación en diversos grados.
Las ciudades de Atlanta, Clarkston y Doraville tienen ordenanzas que prohíban la discriminación basada en la orientación sexual o la identidad de género tanto en el empleo público como en el privado.
El condado de Gwinnett tiene una Comisión de Relaciones Humanas que garantiza un trato justo e igualitario y oportunidades para todas las personas, con protecciones que incluyen la identidad de género y la orientación sexual. En 2020, el comisionado del condado Ku declaró que las políticas internas del condado de Gwinnett se actualizaron para brindar protección que incluya protecciones con identidad de género y orientación sexual para el empleo público. En mayo de 2021, el ayuntamiento de Columbus aprobó una resolución para crear un panel similar, que se votará para su aprobación antes del 31 de agosto.
Otras ciudades han promulgado protecciones más limitadas, prohibiendo la discriminación únicamente contra empleados públicos municipales. Las ciudades de Athens, Augusta, Avondale Estates, Columbus, Decatur, Macon, Pine Lake y Savannah tienen ordenanzas que prohíben la discriminación basada en la orientación sexual o la identidad de género en el empleo público, mientras que las ciudades de East Point, Sandy Springs, y Tybee Island, así como los condados de DeKalb and Fulton tienen ordenanzas similares contra la discriminación en el empleo público que sólo cubren la orientación sexual.

### Glenn v. Brumby
Cabe destacar que la legislación estatutaria no contempla protecciones basadas en la identidad de género, pero el 6 de diciembre de 2011, en el caso Glenn v. Brumby, el Tribunal de Apelaciones del Undécimo Circuito confirmó un fallo de un tribunal inferior que determinó que despedir a alguien por no conformidad con su género viola la prohibición constitucional de la discriminación sexual. El Tribunal de Apelaciones determinó que la Asamblea General de Georgia había discriminado a Vandy Beth Glenn, una mujer transgénero que fue despedida de su puesto como editora legislativa tras informar a su supervisor que planeaba realizar la transición de hombre a mujer. Esto, en efecto, brinda protección legal a los empleados transgénero y no conformes con su género en los estados de Alabama, Florida y Georgia.

### Leyes contra el acoso escolar
La ley de Georgia prohíbe el acoso escolar, aunque no enumera grupos protegidos individuales.
Sin embargo, el condado de DeKalb y el condado de Fulton disponen de normas para el profesorado que aborden el acoso y la intimidación por orientación sexual o identidad de género. Las escuelas públicas del condado de Gwinnett prohíben la discriminación por orientación sexual e identidad de género en su Código de Conducta Estudiantil..

### Capacitación cultural LGBTQIA+ en Atlanta
En septiembre de 2021, la ciudad de Atlanta aprobó una ordenanza municipal que exige legalmente que todos los empleados municipales de Atlanta realicen una "capacitación cultural LGBTQIA+".

## Ley de delitos de odio
Tanto la orientación sexual como la identidad de género están explícitamente cubiertas por la ley federal de crímenes de odio de los Estados Unidos desde que la Ley de Prevención de Crímenes de Odio Matthew Shepard y James Byrd Jr. fue promulgada en octubre de 2009 por Barack Obama, justo después de ser aprobada (como anexo a un proyecto de ley de autorización de financiación militar) por el Congreso de los Estados Unidos.
En junio de 2020, la Asamblea General de Georgia aprobó por abrumadora mayoría (47 votos a favor y 6 en contra en el Senado y 127 en contra y 38 en contra en la Cámara de Representantes) un proyecto de ley sobre delitos de odio que incluye explícitamente la orientación sexual. El proyecto de ley fue promulgado por el gobernador de Georgia, Brian P. Kemp, el 26 de junio de 2020.
En noviembre de 2020, el alcalde de Macon, Georgia, Robert Reichert, vetó una ordenanza antidiscriminación para todos los residentes LGBTQIA+ de Macon. La ordenanza había recibido la mayoría de los votos de los residentes y una votación de 5 a 4 de la Comisión Macon-Bibb. En un comunicado oficial de la alcaldía, Reichert declaró que, "tras una profunda reflexión", vetaría la legislación. Quienes se oponían al proyecto de ley se centraron en cómo consideraban que promulgar una ley para proteger a las personas LGBTQIA+ iba en contra de su derecho a las creencias religiosas. "De hecho, esta ordenanza priva a los dueños de negocios de la libertad de practicar su religión y, en cambio, coacciona a muchas personas cristianas y judías de nuestro condado a aceptar el estilo de vida LGBTQIA+ como una de sus creencias morales", declaró el excandidato a la alcaldía Blake Sullivan. Reichert afirmó que la reticencia de los comisionados a enmendar el proyecto de ley para abordar las preocupaciones sobre la libertad religiosa también se atribuyó a su decisión.  Los partidarios del proyecto de ley, incluidos muchos abogados locales, lo instaron a firmarlo, alegando que Reichert no había hecho referencia a ninguna preocupación jurídica específica.

## Derechos de las personas transgénero

### Documentos de identidad
Georgia permite a las personas transgénero binarias postoperatorias modificar su sexo en sus certificados de nacimiento.

### Servicios de salud
El 23 de marzo de 2023, el gobernador firmó un proyecto de ley que prohíbe a los médicos recetar hormonas o realizar cirugías a menores como parte de la atención de reafirmación de género. No les prohíbe recetar bloqueadores de la pubertad. Entró en vigor el 1 de julio de 2023.

### Prohibición de participar en deportes para mujeres transgénero

#### El Proyecto de Ley 1084 de la Cámara de Representantes y la interpretación de la designación de género de la Asociación de Escuelas Secundarias de Georgia
La Cámara de Representantes de Georgia aprobó el Proyecto de Ley 1084 (HB 1084) el 4 de marzo de 2022, con 92 votos a favor y 63 en contra. Esta legislación autorizó a la Asociación de Escuelas Secundarias de Georgia (GHSA) a establecer políticas sobre la participación de atletas transgénero en deportes escolares, incluyendo la facultad de permitir o restringir dicha participación. Aunque el proyecto de ley incluía una disposición que exigía la formación de un comité especial para investigar el asunto antes de implementar cualquier restricción, la GHSA no esperó a que la ley entrara en vigor el 1 de julio de 2022 ni formó dicho comité. El Senado de Georgia aprobó el proyecto de ley con enmiendas el 30 de marzo de 2022, por 32 votos a favor y 21 en contra, y la Cámara de Representantes aprobó dichas enmiendas ese mismo día por 98 votos a favor y 71 en contra. El gobernador Brian Kemp promulgó el proyecto de ley el 28 de abril de 2022 y entró en vigor el 1 de julio de 2022.
El 4 de mayo de 2022, la GHSA votó por unanimidad (62-0) a favor de exigir que los estudiantes-atletas compitan según el sexo que figura en sus actas de nacimiento. Esta política impide que la mayoría de los estudiantes transgénero participen en equipos que se alineen con su identidad de género, a menos que hayan modificado legalmente sus actas de nacimiento. Esta política entró en vigor para el año escolar 2022-2023 el 1 de agosto de 2022.
Los críticos señalaron que la decisión política de la GHSA se tomó antes de la entrada en vigor de la HB 1084 el 1 de julio de 2022 y sin la constitución del comité de investigación especial previsto en el proyecto de ley. La senadora estatal Sally Harrell fue una de las personas que criticó la medida. La directora ejecutiva de la GHSA, Robin Hines, defendió la votación, afirmando que la GHSA actuó con independencia del proyecto de ley y formuló la decisión como necesaria para mantener la equidad competitiva.

##### Proyecto de ley 140 del Senado
Desde el 1 de julio de 2023, las cirugías de reasignación de género para menores de 18 años están prohibidas en Georgia, lo que impide a las personas transgénero cambiar el marcador de género en sus actas de nacimiento después de esa fecha. Según la ley de Georgia, para modificar la designación de sexo en un acta de nacimiento, las personas deben obtener una orden judicial que confirme que se han sometido a una cirugía de reasignación de sexo, junto con una declaración jurada de un médico que la acredite. Dado que el Proyecto de Ley 140 del Senado prohíbe dichas cirugías a menores de 18 años, las personas transgénero no pueden cumplir legalmente con los requisitos estatales para la modificación del marcador de género.

#### Proyecto de ley 1 del Senado
En 2025, Georgia amplió estas restricciones mediante el Proyecto de Ley Senatorial 1, también conocido como la "Ley Riley Gaines". ↵El proyecto de ley lleva el nombre de la exnadadora universitaria Riley Gaines, una firme defensora de las políticas que prohíben a las mujeres transgénero participar en deportes femeninos. Esta legislación exige que todas las escuelas públicas (desde preescolar hasta bachillerato), universidades públicas y cualquier escuela privada o institución de educación superior que participe en competiciones deportivas financiadas por el estado designen a sus equipos deportivos como masculinos, femeninos o mixtos basándose estrictamente en el sexo biológico. Prohíbe que las personas con género masculino al nacer compitan en equipos designados como femeninos, independientemente de su identidad de género o cambios en su documentación legal, incluyendo actas de nacimiento modificadas. La ley se aplica ampliamente a cualquier institución educativa que reciba financiación pública o que participe en competiciones deportivas interescolares o interuniversitarias regidas por asociaciones deportivas reconocidas por el estado.
La legislación también exige que los vestuarios, baños y alojamientos para actividades escolares se designen para uso exclusivo de personas del mismo sexo biológico, aunque permite adaptaciones razonables en circunstancias limitadas. La Comisión de Normas Profesionales de Georgia (GaPSC) tiene la tarea de hacer cumplir las disposiciones de la ley, incluyendo la investigación de infracciones y la imposición de sanciones administrativas a los educadores o al personal escolar que incumplan la normativa.
El Proyecto de Ley 1 del Senado fue aprobado por el Senado de Georgia el 29 de enero de 2025 con 33 votos a favor y 21 en contra, y por la Cámara de Representantes el 4 de abril de 2025 con 98 votos a favor y 71 en contra. El gobernador Brian Kemp promulgó la ley el 28 de abril de 2025. Su entrada en vigor está prevista para el 1 de julio de 2025.

#### Opinión pública (prohibición de deportes para mujeres transgénero)
Una encuesta realizada por el Atlanta Journal-Constitution del 2 al 10 de enero de 2025 entrevistó a 1000 votantes registrados de Georgia sobre la participación de las personas transgénero en los deportes escolares. La encuesta, administrada por el Centro de Investigación de Encuestas de la Facultad de Asuntos Públicos e Internacionales de la Universidad de Georgia, tuvo un margen de error de ±3,1 puntos porcentuales.
Al preguntarles si estarían a favor o en contra de leyes o políticas que exijan a los atletas transgénero competir en equipos deportivos que coincidan con el sexo que figura en su certificado de nacimiento original, no con el género con el que se identifican, el 70,1% de los encuestados indicó su apoyo, el 59,9% se mostró muy a favor y el 10,2% se mostró algo a favor. Por el contrario, el 23,6% se opuso, el 13,8% se opuso firmemente y el 9,8% se opuso algo, mientras que el 6,3% restante no lo sabía.
A pesar del apoyo mayoritario a estas restricciones, la misma encuesta reveló que el 85,8% de los votantes cree que las personas transgénero sufren discriminación en Georgia: el 40% cree que sufren "mucha", el 24,8% "bastante" y el 21% "algo". Mientras tanto, el 9,5 % cree que las personas transgénero no sufren "ninguna" y el 4,7 % respondió "no sé."

## Caso judicial de ciudadanía estadounidense
En agosto de 2020, un juez federal de Georgia en Atlanta otorgó la ciudadanía estadounidense a una hija de dos padres estadounidenses del mismo sexo casados, a pesar de haber nacido en Inglaterra de una madre sustituta.

## Opinión pública
Una encuesta de salida de Associated Press de marzo de 2004 encontró que el 42% de los votantes de Georgia apoyaba el reconocimiento legal de las parejas del mismo sexo, el 17% apoyaba el matrimonio igualitario, el 25% apoyaba las uniones o sociedades civiles pero no el matrimonio, y el 50% estaba a favor de no reconocer legalmente a las parejas del mismo sexo.
Una encuesta de Public Policy Polling de 2012 reveló que el 27% de los residentes de Georgia pensaba que el matrimonio entre personas del mismo sexo debería ser legal, mientras que el 65% pensaba que debería ser ilegal y el 8% no estaba seguro. Una pregunta aparte en la misma encuesta reveló que el 57% de los residentes de Georgia apoyaba el reconocimiento legal de las parejas del mismo sexo: el 24% apoyaba el matrimonio entre personas del mismo sexo, el 33% apoyaba las uniones o parejas civiles, pero no el matrimonio, y el 40% estaba a favor de la ausencia de reconocimiento legal, mientras que el 3% no estaba seguro.
Una encuesta de Public Policy Polling de agosto de 2013 reveló que el 32% de los residentes de Georgia consideraba que el matrimonio igualitario debería ser legal, mientras que el 60% pensaba que debería ser ilegal y el 9% no estaba seguro. Una pregunta aparte en la misma encuesta reveló que el 57% de los residentes de Georgia apoyaba el reconocimiento legal de las parejas del mismo sexo: el 28% apoyaba el matrimonio igualitario, el 29% apoyaba las uniones o uniones civiles, pero no el matrimonio, y el 39% estaba a favor de la ausencia de reconocimiento legal, con un 3% indeciso.
Una encuesta del Atlanta Journal-Constitution de septiembre de 2013 encontró que el 48% de los residentes de Georgia pensaba que el matrimonio entre personas del mismo sexo debería ser legal, mientras que el 43% pensaba que debería ser ilegal y el 9% no estaba seguro.
Una encuesta del Instituto de Investigación de Religión Pública (PRRI) de 2017 encontró que el 52% de los residentes de Georgia apoyaban el matrimonio entre personas del mismo sexo, mientras que el 39% se oponía y el 10% no estaba seguro.La misma encuesta también encontró que el 65% de los georgianos apoyaba una ley contra la discriminación que cubriera la orientación sexual y la identidad de género, mientras que el 29% se oponía. Además, el 56% estaba en contra de permitir que las empresas se negaran a atender a personas homosexuales y lesbianas debido a creencias religiosas, mientras que el 34% apoyaba permitir esas negativas basadas en la religión.

## Tabla resumen
| Derecho                                                                    | Status |
| -------------------------------------------------------------------------- | --- |
| Actividad sexual entre personas del mismo sexo legal                       | (desde 1998, véase Powell v. State) |
| Igualdad de edad de consentimiento                                         | [ 68 ] |
| Leyes contra la discriminación en el empleo                                | (Desde 2020, véase Bostock v. Clayton County) |
| Leyes antidiscriminatorias en la prestación de bienes y servicios          | (Desde 2020) |
| Matrimonio igualitario                                                     | (Desde 2015) |
| Adopción de hijastros por parejas del mismo sexo                           | [ 69 ] |
| Adopción conjunta por parejas del mismo sexo                               | [ 69 ] |
| Adopción por personas solteras independientemente de su orientación sexual | [ 69 ] |
| Las personas LGBTQIA+ pueden servir abiertamente en el ejército            | / (desde 2011, para personas gays, lesbianas y bisexuales; desde 2025 las personas transgénero están prohibidas)                                                    |
| Derecho a cambiar de género legal                                          | / (Permitido sólo para personas trans binarias y requiere cirugía de reasignación de sexo)                                                                          |
| Acceso a la FIV para parejas de lesbianas                                  | [ 19 ] |
| La terapia de conversión está prohibida por ley                            | (Las localidades tienen prohibido aprobar ordenanzas que prohíban la terapia de conversión según el fallo de los Tribunales del 11.º Circuito de noviembre de 2020) |
| Gestación subrogada comercial para parejas gays                            | [ 20 ] |
| Los HSH pueden donar sangre                                                | / (Período de aplazamiento de tres meses según la política federal).                                                                                                |